# Kollektivhus

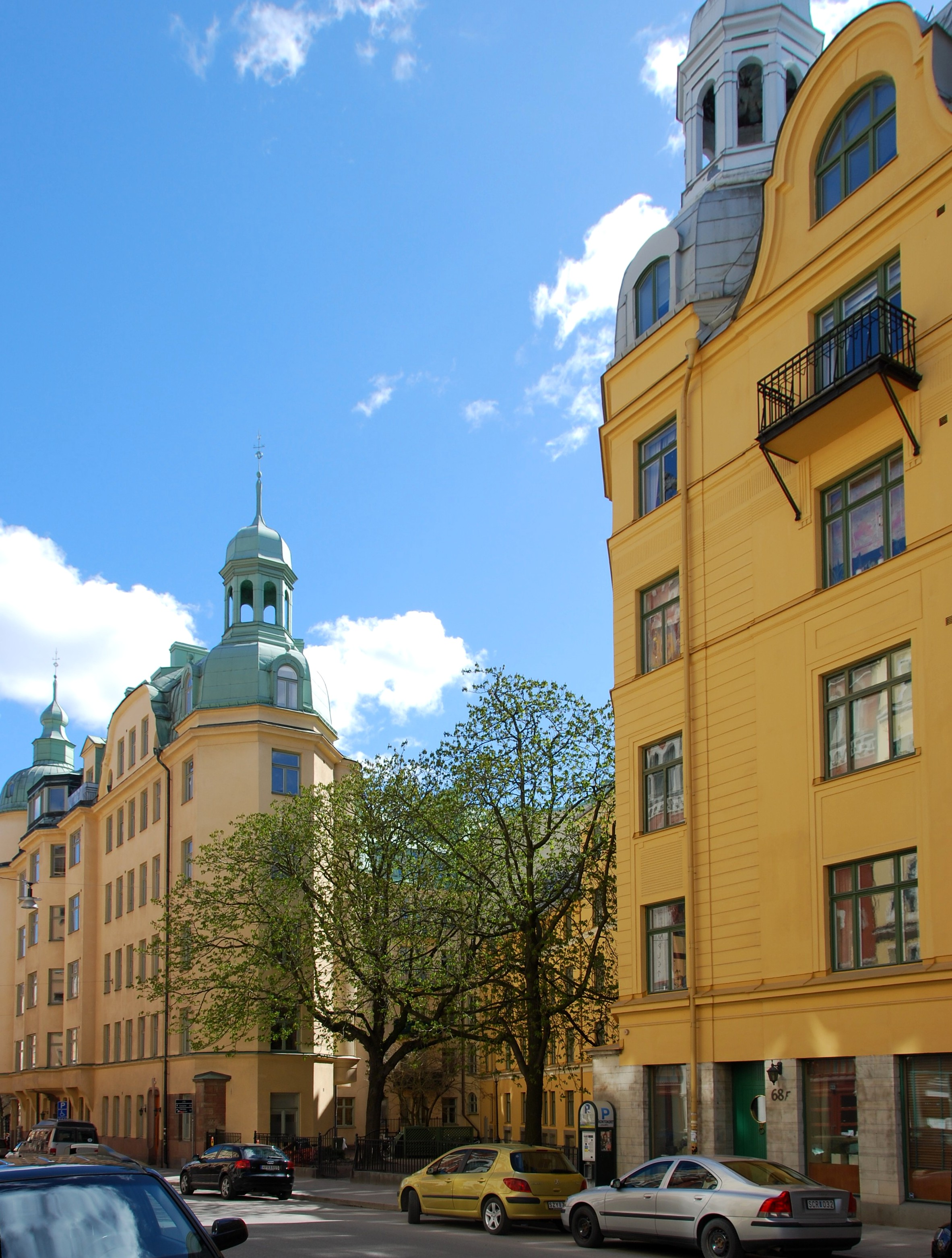
Hemgården på Östermalm i Stockholm från 1906 var Sveriges första kollektivhus.

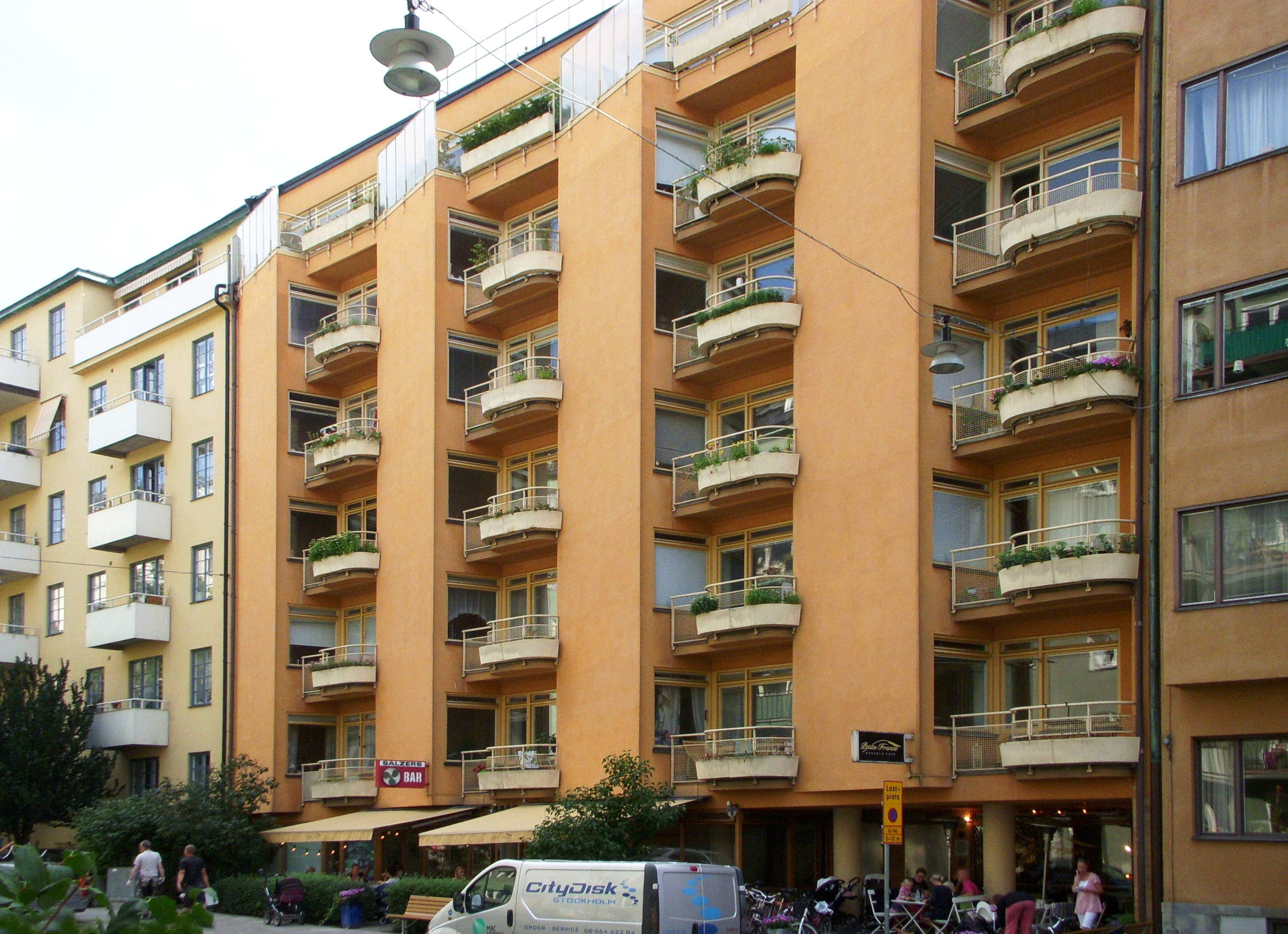
Kollektivhuset, John Ericssonsgatan, Stockholm, från 1935.

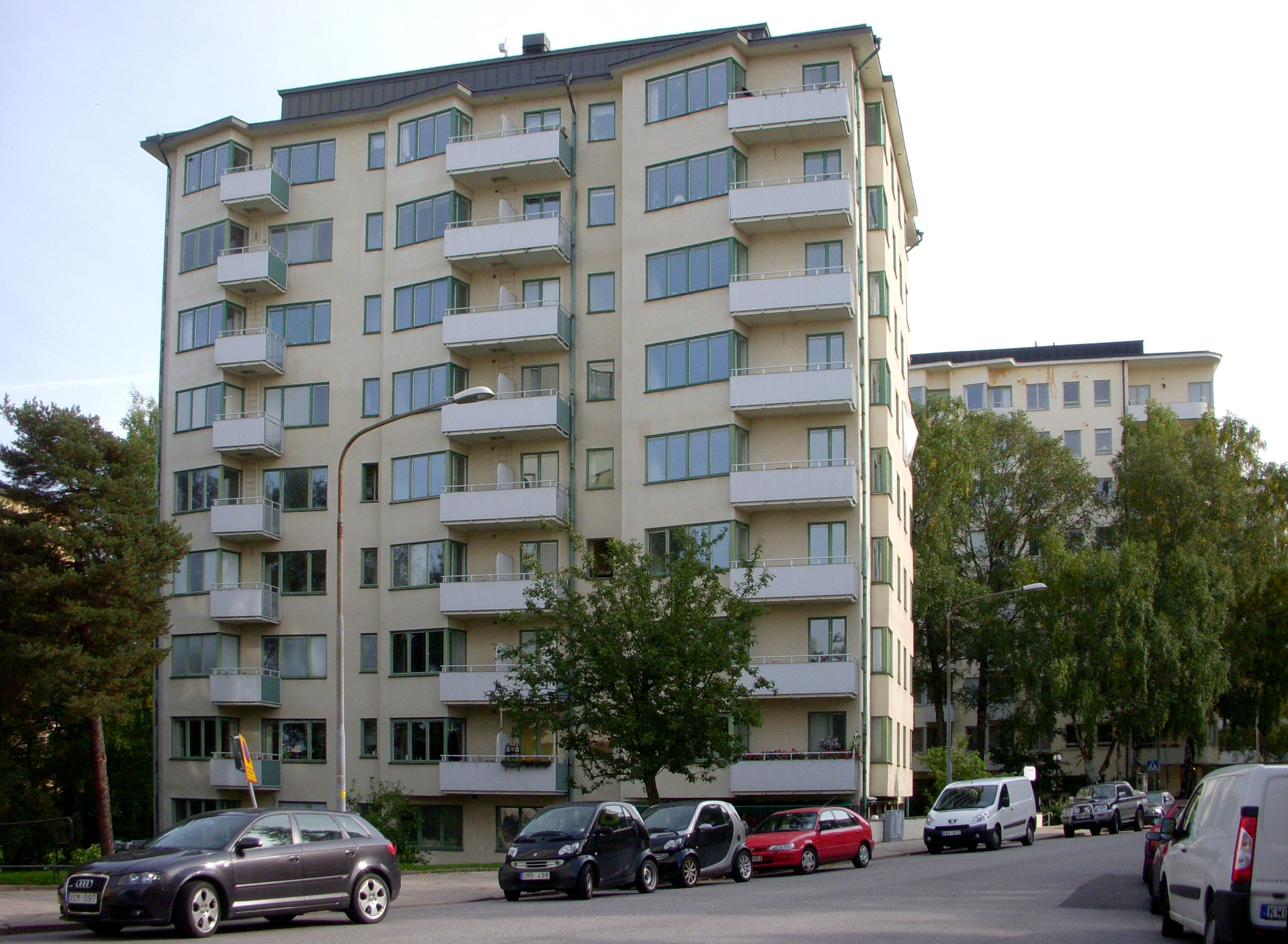
YK-huset, Stockholm, från 1939.

Kollektivhus är en boendeform som bygger på privata lägenheter, men är profilerade med gemensamma ytor för olika serviceinrättningar som restaurang och barndaghem. Kollektivhus kan också kallas familjehotell, särskilt om lägenheterna är lite större och avsedda för barnfamiljer.
Begreppet kollektivhus skall inte förväxlas med den boendeform som kallas för kollektiv där man oftast delar på ett mindre hushåll och sover i samma lägenhet eller hus.

## Funktion
Gemensamma matlagningar och måltider är framträdande inslag i kollektivhus, men även barnpassning, städning och trädgårdsskötsel brukar ingå. Olika kulturella evenemang är vanligt förekommande.
Gemenskapsboende där man känner sina grannar antas öka tryggheten för barn, vuxna och äldre. Det anses också vara ett ekonomiskt och miljövänligt sätt att bo på grund av att många vardagliga verktyg lånas och återanvänds, mindre el går åt när man lagar mat åt flera på en gång, miljötänket sprids lättare och så vidare, men några stora studier över detta är inte kända.
Upplåtelseformerna kan vara vanlig hyresrätt, kooperativ hyresrätt och bostadsrätt. 
Kollektivhus finns runt om i världen. I några länder är detta boende mer utbrett än i exempelvis Sverige. 

## Historia i Sverige

### Bakgrund
Europas första kollektivhus baserat på ett kollektivkök hade skapats i Köpenhamn 1903. Kollektivhuset med namnet Centralbyggningen stod som modell då Hemgården restes på Östermalm i Stockholm som Sveriges första kollektivhus 1906. De tidiga kollektivhusen var framförallt avsedda för unga kvinnor, som genom centralkökets bekvämligheter skulle få tid att komma ut i förvärvslivet. 

### Mellankrigstiden
I modernismens tidevarv växte tanken att till omfatta hela familjen, där de nya idéerna kring kollektivhus hade 1931 formulerats i propagandaskiften  acceptera och fördes fram av Alva Myrdal i Yrkeskvinnors klubb.  
I Göteborg invigdes år 1931 ett kollektivhus på Vasagatan 58 och 60, uppfört av fastighetsbolaget Spinetten och ritat av Gunnar Hoving. I köket och matsalen i byggnadsdelen på Vasagatan 58 skulle så småningom Restaurant Kometen komma att öppnas.
I Stockholm stannade flera förslag på ritbordet, men 1935 realiserade Sven Markelius ett projekt till kollektivhus vid John Ericssonsgatan på Kungsholmen (se Kollektivhuset, John Ericssonsgatan), och 1939 stod YK-huset färdigt, ritat av Albin Stark och hans unga medarbetare Hillevi Svedberg.  
År 1938 byggdes kollektivhuset Kvinnornas hus (Smaragden) på Kungsklippan i Stockholm i samarbete med Kvinnliga Kontoristföreningen. Det var tänkt till för ensamstående yrkesverksamma kvinnor. Några år senare byggde Olle Engkvist Mariebergs kollektivhus. Det bestod av 198 lägenheter i två huskroppar med gemensamma lokaler som bland annat reception, matsal, daghem och eftermiddagshem. Här fanns inga mathissar utan en matsal som var öppen enbart för de boende. För att förenkla matplaneringen och se till att bara boende som behövde matservice stannade i huset införde Olle Engkvist ett system med obligatoriska matkuponger. Matsalen drevs som en restaurang med uniformerad personal och en fast meny uppgjord av en föreståndarinna.

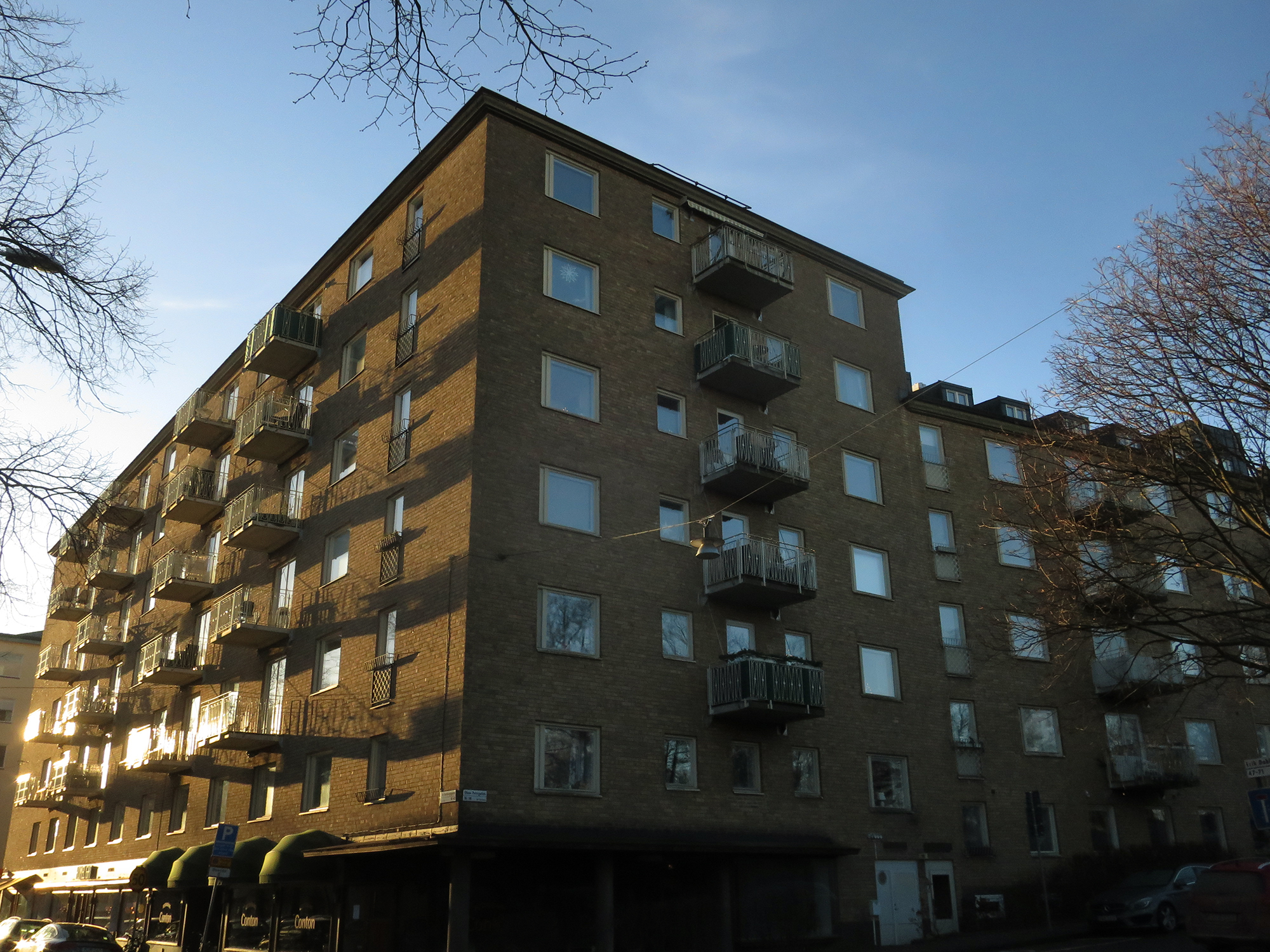
Kollektivhuset Gärdesgården, Erik Dahlbergsgatan Stockholm, från 1941

### 1940-talet
År 1940-1941 uppfördes kollektivhuset Gärdesgården på Erik Dahlbergsgatan 41-43 i Stockholm. Huset finansierades och uppfördes av ingenjör Nils Nessen; projektor var arkitekt SAR Olle Zetterberg. I Gärdesgårdens bottenvåning låg restaurang Grenadjären, som levererade mat till kollektivhusets hyresgäster. I Svenska Dagbladet den 1 november 1941, presenteras Gärdesgården som ett ”modernt hemhotell” där ”gemensam restaurang, sällskapsrum, solterrass och till och med finsk bastu stå till hyresgästernas förfogande, och en utvecklad personalservice sörjer i mån av önskan för städning, tvätt och andra hushållsgöråmål”. Huvudentrén utformades av inredningsarkitekt Rolf Engströmer, medan inredningsarkitekt Elias Svedberg och formgivare Sven Erik Skawonius, enligt SvD ”skapat några ovanligt trivsamma och behagfulla interiörer” i hyresgästernas restaurang och sällskapsrum. Före 1950 uppfördes nio kollektivhus i Sverige.
I Göteborg öppnades i samband med bostadsutställningen Bo Bättre 1945 ett kollektivhus på Guldhedstorget, i sjuvåningshuset inom den nuvarande fastigheten Guldheden 5:5, med kök och matsal inrymt i det som senare skulle bli Restaurang Guldheden. Huset är ritat av Erik Wihlborg.

### 1950- till 1970-talet

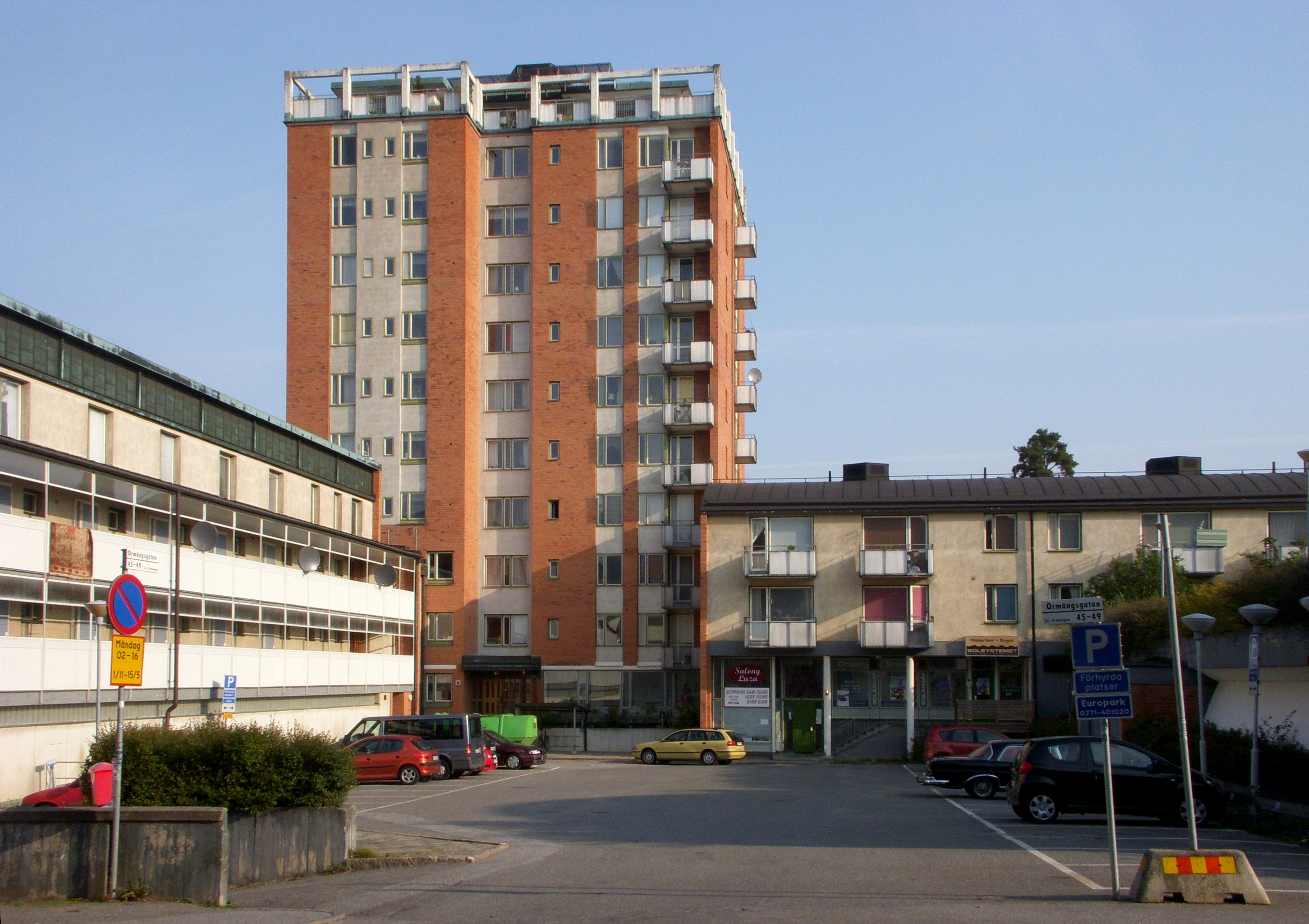
Hässelby Familjehotell i september 2010.

Efter 1950-talet förlorade kollektivhustanken efter modernismens ideal sin betydelse. En variant av kollektivhustanken var Hässelby Familjehotell i Hässelby gård i västra delen av Stockholms stad. Huset uppfördes av byggmästaren Olle Engkvist på 1950-talet efter ritningar av arkitekt Carl-Axel Acking. Engkvist hade tidigare byggd ytterligare fyra kollektivhus. I Hässelby Familjehotell fanns 340 lägenheter med bland annat fyra innegårdar, två matsalar, en gymnastiksal, daghem, snabbköp, bilgarage och ett kapell. Matsalen var hjärtat i anläggningen.
Som alternativ och utveckling presenterades på 1960-talet ”service block”, en anläggning utan lägenheter men som innehöll förskola, äldreboende, tvättstuga, matservice och en gemensam reception som erbjöd flera andra tjänster. På 1970-talet byggdes flera sådana service-block anläggningar, som servade mellan 3 200 och 15 000 boende. Meningen var att en service-block anläggning skulle finnas inom gångavstånd från den egna bostaden. Ett exempel är Brickebacken service center i Brickebacken i Örebro som uppfördes åren 1969–1973 inom ramen för miljonprogrammet.

### Senare år
Under 1980-talet uppstod en rörelse för ”bo i gemenskap”, och flera större fastigheter kom till i kommunal och privat ägo. Här har varje boende en egen lägenhet med kök och badrum, förutom tillgång till gemensamma lokaler. Dessa kan utgöras av allrum för måltider och samkväm, storkök, olika hobbyrum, kontor och gästrum.
Nästa steg var ”gemenskapsboenden” för dem som var i ”andra halvan av livet”, vanligen från 40 och uppåt utan hemmavarande barn. Färdknäppen på Södermalm i Stockholm var pionjären på 80-talet (inflyttning -93). De gemensamma måltiderna brukar vara husens kärnverksamhet.

## Exempel
- Hemgården, Östermalm (1906), Stockholm
- Kollektivhuset, John Ericssonsgatan (1935), Stockholm
- Kvinnornas hus (1938), Kungsklippan, Stockholm
- YK-huset (1939), på Furusundsgatan 9 på Gärdet, Stockholm för yrkesarbetande kvinnor
- Elfvinggården (1940), Äppelviken, Alvik, Stockholm för ensamstående kvinnor
- Gärdesgården, (1940-1941), Erik Dahlbergsgatan 41-43 på Gärdet, Stockholm
- Kollektivhuset Lundagård (1941), Södermalm i Stockholm för yrkesarbetande kvinnor
- Mariebergs kollektivhus (1944), Kungsholmen, Stockholm
- Nockeby Familjehotell (1952), Bromma, Stockholm
- Kollektivhuset Blackeberg (1952), Blackeberg, Stockholm
- Hässelby Familjehotell (1955), Hässelby gård, Stockholm
- Kollektivhuset Stolplyckan (1980), Stolplyckan, Linköping
- Ängsviksgården (1980-tal), Ängsvik, Värmdö
- Före detta Gebers konvalescenthem (1997), Orhem, Stockholm
- Sockenstugan (1999), Skarpnäck Stockholm